# Aclorhidria
Aclorhidria o hipoclorhidria es un estado clínico en el que la producción del ácido gástrico del estómago es inexistente o baja, respectivamente.
La aclorhidria causa niveles bajos de hierro en aquellos pacientes con antecedentes de gastrectomía o presencia de gastritis atrófica  en la biopsia con niveles elevados de la hormona gastrina, siendo además el resto de la exploración física normal.

## Signos y síntomas
La disminución en la producción de ácido gástrico causa síntomas similares a los del reflujo gastroesofágico y dificulta la digestión de las proteínas inhibiendo la activación de la enzima pepsina, cuya activación sólo es posible en condiciones de pH gástrico bajo. Además se ha reportado que niveles bajos de ácido en el estómago pueden posibilitar el crecimiento bacteriano (dado que el ácido elimina los microbios presentes en la comida), esto puede manifestarse como diarrea o absorción deficiente de ciertos nutrientes o vitaminas.

## Causas
La hipoclorhidria puede ser un signo de enfermedades autoinmunes, el uso prolongado de ciertos antiácidos, hipotiroidismo, o un síntoma de infección por Helicobacter pylori, anemia perniciosa, el efecto secundario de radioterapia, bypass gástrico o un tumor neuroendocrino de páncreas.
La aclorhidria ocurre con más frecuencia con el uso de inhibidores de la bomba de protones que con los bloqueadores H2. Los niveles de vitamina B12 se deben controlar en las personas que consumen altas dosis de bloqueadores H2 por períodos prolongados.

## Diagnóstico
El 90% de los pacientes con hipoclorhidria tienen anticuerpos contra la H+/K+ ATP-ase bomba de protones. El diagnóstico se hace si el pH gástrico permanece alto (>4.0) al margen de la estimulación de la pentagastrina. A menudo se detectan en la analítica elevados niveles de gastrina.